# Muricella decipiens
Muricella decipiens är en korallart som beskrevs av Kükenthal 1924. Muricella decipiens ingår i släktet Muricella och familjen Acanthogorgiidae. Inga underarter finns listade i Catalogue of Life.